# Воронов (Лельчицкий район)
Воронов (бел. Воранаў) — упразднённая деревня в Лельчицком районе Гомельской области Беларуси. В составе Гребеневского сельсовета.
В связи с радиационным загрязнением после катастрофы на Чернобыльской АЭС 30 семей переселены в чистые места.
Кругом лес, на севере урочище Печь, на западе урочище Ельник.

## География

### Расположение
В 25 км на юго-восток от Лельчиц, 50 км от железнодорожной станции Словечно (на линии Калинковичи — Овруч), 180 км от Гомеля.

## Транспортная сеть
Транспортные связи по просёлочной, далее по автодороге Валавск — Лельчицы. Планировка состоит из дугообразной, меридиональной улицы, застроенной преимущественно односторонне деревянными крестьянскими усадьбами.

## История
Согласно письменным источникам известна с начала XX века как селение в Мозырском уезда Минской губернии. В 1908 году хутор. В 1917 году в Лельчицкой волости. В 1929 году жители вступили в колхоз. Во время Великой Отечественной войны в июле 1943 года оккупанты сожгли деревню и убили 17 жителей. Согласно переписи 1959 года входила в состав совхоза имени И. В. Мичурина (центр — деревня Гребени).

## Население

### Численность
- 1980-90-е годы — жители (30 семей) переселены.

### Динамика
- 1908 год — 17 дворов, 112 жителей.
- 1917 год — 137 жителей.
- 1921 год — 42 двора, 260 жителей.
- 1940 год — 54 двора.
- 1959 год — 259 жителей (согласно переписи).
- 1980-90-е годы — жители (30 семей) переселены.

## Известные уроженцы
- М. М. Некрашевич — генерал-майор.